# أوسكار لورانس جاكسون
أوسكار لورانس جاكسون (بالإنجليزية: Oscar Lawrence Jackson) هو محامي وسياسي أمريكي، ولد في 2 سبتمبر 1840 في الولايات المتحدة، وتوفي في 16 فبراير 1920 في نيو كاسل في الولايات المتحدة. حزبياً، نشط في الحزب الجمهوري. وقد انتخب عضو مجلس النواب الأمريكي.